# Leticia González

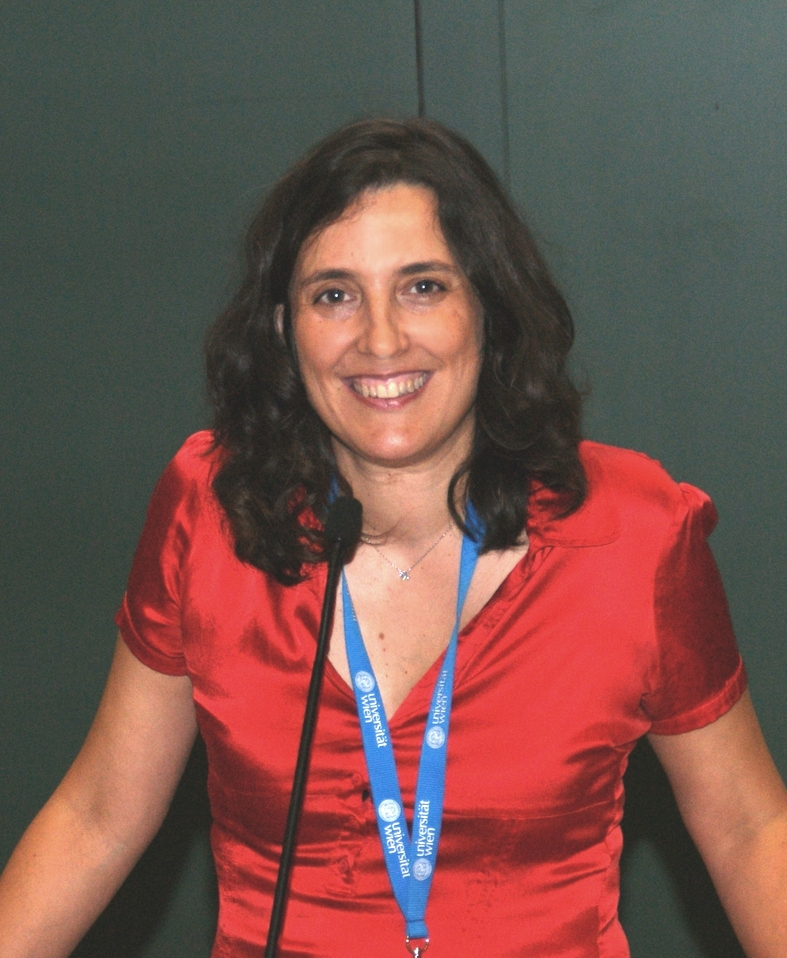
Leticia González beim 50. Symposium für Theoretische Chemie in Wien.

Leticia González Herrero (geboren am 17. März 1971 in Madrid) ist Universitätsprofessorin für Theoretische Chemie an der Universität Wien, die für ihre Arbeiten zu elektronisch angeregten Zuständen von Molekülen bekannt ist, insbesondere ultraschnelle Dynamik von DNS-Nukleinbasen und hochgenauen Simulationen von Übergangsmetallkomplexen.

## Biografie
Leticia González wurde am 17. März 1971 in Madrid, Spanien geboren und studierte Chemie an der Universidad Autónoma de Madrid von 1989 bis 1994. Im Jahr 1995 erhielt sie ihren Master-Abschluss am King’s College London. Sie kehrte für ihre Doktorarbeit an die Universidad Autónoma de Madrid zurück, welche sie 1998 abschloss. Sie ging anschließend an die Freie Universität Berlin, wo sie im Jahr 2004 ihre Habilitation abschloss.
Im Jahr 2007 wurde González als Professorin für theoretische und physikalische Chemie an die Universität Jena berufen. Im Jahr 2011 nahm sie einen Ruf an die Universität Wien als Universitätsprofessorin für theoretische Chemie und wissenschaftliches Rechnen an.

## Ehrungen und Auszeichnungen
- 2022: Wirkliches Mitglied der Österreichischen Akademie der Wissenschaften[6]
- 2022: Korrespondierendes Mitglied der Österreichischen Akademie der Wissenschaften
- 2014: Löwdin lecturer
- 2011: Dirac-Medaille der WATOC
- 2006: Heisenberg-Stipendium, Deutsche Forschungsgemeinschaft (DFG)
- 2005: Gastprofessorinnen-Preis, Berliner Frauenförderung
- 2005: SIGMA-ALDRICH Award für die besten jungen Forscherinnen und Forscher, Spanische königliche Gesellschaft für Chemie
- 1999: Alexander-von-Humboldt-Stipendium
- 1999: Premio Extraordinario de Doctorado 1998/1999 (Beste Dissertation im Jahrgang 1998/1999), Fakultät der Naturwissenschaften, Universidad Autónoma de Madrid